# Dias de Glória
Dias de Glória (em francês:  Indigènes) é um filme franco-argelino-belgo-marroquino de 2006, do gênero drama histórico e de guerra, dirigido por Rachid Bouchareb.

## Sinopse
O filme mostra a luta dos 130 mil combatentes africanos das colônias francesas em 1943, durante a Segunda Guerra Mundial, onde precisam enfrentar o preconceito ao mesmo tempo em que lutam pela vitória da França.

## Elenco
- Jamel Debbouze - Saïd
- Samy Naceri - Yassir
- Roschdy Zem - Messaoud
- Sami Bouajila - Abdelkader
- Bernard Blancan - Martinez
- Mathieu Simonet - Leroux
- Benoît Giros - Capitão Durieux
- Mélanie Laurent - Margueritte
- Antoine Chappey - Coronel
- Assaad Bouab - Larbi
- Aurélie Eltvedt - Irène
- Thibault de Montalembert - Capitão Martin
- Dioucounda Koma - Touré
- Philippe Beglia - Rambert
- Momo Debbouze - Djellal
- Abdelkim Bouchareb - Ahmed
- Abdelhamid Idjaini - Omar
- Thomas Langmann - Jornalista

## Prêmios e indicações
Oscar 2007
- Indicado na categoria de melhor filme estrangeiro, categoria atualmente chamada de Melhor Filme Internacional.

César 2007
- Venceu na categoria de melhor roteiro original.
- Indicado nas categorias de melhor filme, melhor diretor, melhor fotografia, melhor figurino, melhor edição, melhor trilha sonora, melhor som e melhor desenho de produção.

Independent Spirit Awards
- Indicado na categoria de melhor filme estrangeiro.

Festival de Cannes 2006
- Venceu na categoria de melhor ator (Jamel Debbouze, Samy Naceri, Roschdy Zem, Sami Bouajila e Bernard Blancan).